# (4438) Sykes
(4438) Sykes ist ein Hauptgürtelasteroid, der am 29. November 1983 von Ted Bowell vom Lowell-Observatorium aus entdeckt wurde.
Der Asteroid wurde nach dem US-amerikanischen Planetologen Mark V. Sykes benannt.